# Cimetière des Combattants

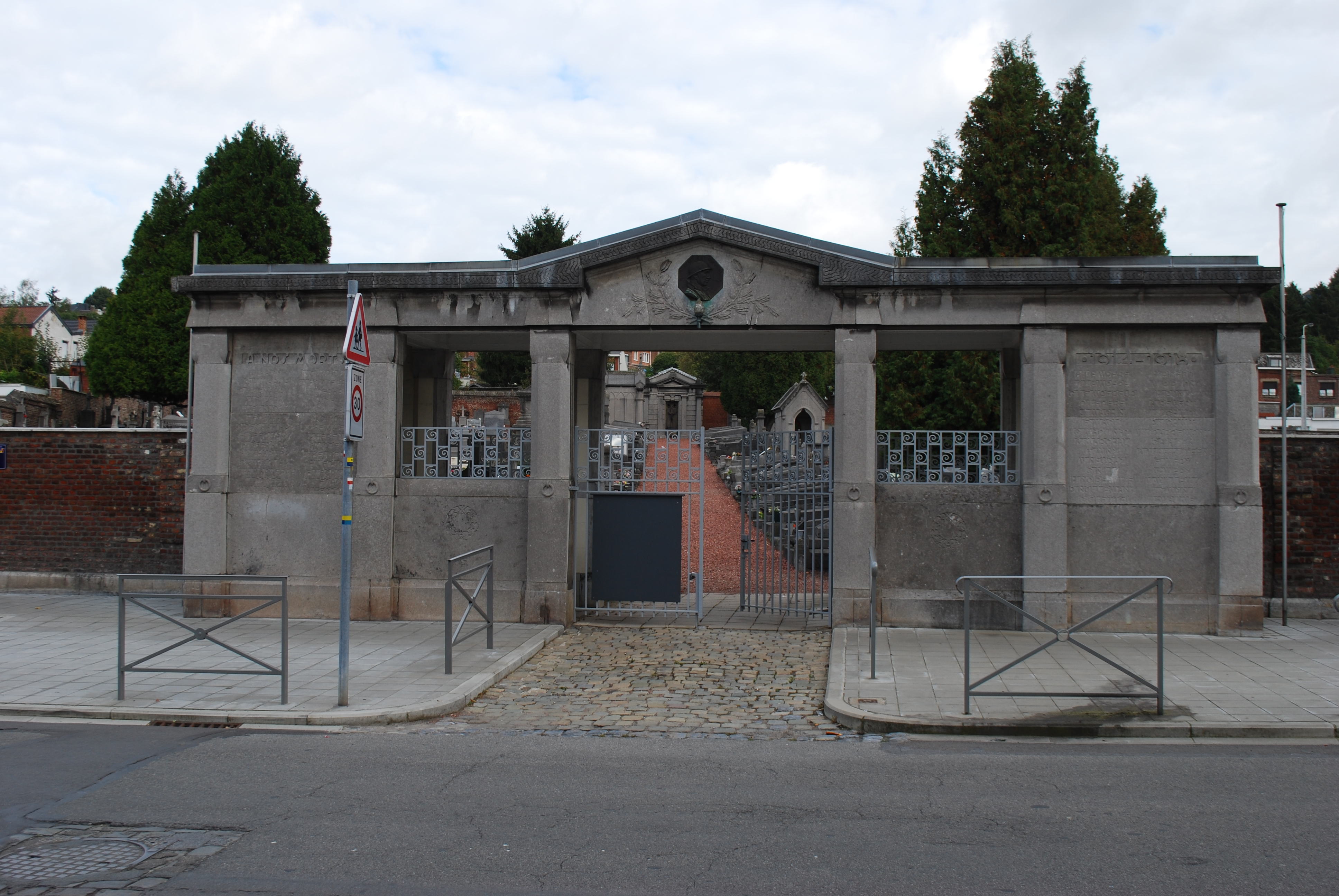
Toegangspoort tot de begraafplaats

Het Cimetière des Combattants is een begraafplaats in de Luikse deelgemeente Chênée, gelegen aan de Rue de Chèvremont.
Van deze begraafplaats is vooral de monumentale toegangspoort van belang. Deze in beton uitgevoerde poort is gebouwd ter herdenking van de gevallenen tijdens de Eerste Wereldoorlog. Op de eigenlijke begraafplaats zijn enkele grafkapellen te vinden in diverse stijlen, zoals neoclassicisme en art nouveau.